# Mont Thor
El Mont Thor, oficialment conegut com el Cim Thor (Thor Peak), és una muntanya amb una elevació de 1.675 metres situada en el Parc Nacional d'Auyuittuq, a l'Illa de Baffin, Nunavut, Canadà. La muntanya es troba a 46 km al nord-est de Pangnirtung i presenta la més gran caiguda vertical de la Terra de 1.250 m, amb el penya-segat sobresortint a un angle mitjà de 15 graus des de la vertical. Malgrat la seva llunyania, aquesta característica fa de la muntanya un lloc popular per a l'Escalada de roques. Es permet acampar, amb diversos càmpings designats situats al llarg de la del Pas d'Akshayuk. Per als escaladors que cerquen escalar el Mont Thor, hi ha un càmping establert uns pocs quilòmetres al nord de la seva base, amb protecció contra el vent i refugis d'emergència.
La muntanya va ser nomenada per Thor, el déu del tro nòrdic.

## Geografia
El Mont Thor forma part de les Muntanyes Baffin, que al seu torn formen part de la Serralada Àrtica. La muntanya es compon de granit.
|  |  |  |

## Ascensions
Donald Morton i Lyman Spitzer van fer la primera pujada del Mont Thor el 1965 durant l'expedició Alpine Club of Canada liderada per Pat Baird.:347 Pat Baird també va liderar l'expedició geofísica de 1953 durant la qual Hans Weber, J. Rothlisberger i F. Schwarzenbach van pujar per primera vegada a la Torre Nord del Mont Asgard.
La primera ascensió de la cara oest es va aconseguir per Earl Redfern, John Bagley, Eric Brand i Tom Bepler el 1985. El primer ascens individual de West Face va ser completat per Jason 'Singer' Smith el 1998. La primera escalada lliure del Southwest Buttress va ser feta l'any 2012 per Bill Borger i John Furneaux.